# 아나호베노미코
아나호베노미코(일본어: 穴穂部皇子 あなほべのみこ[*] 생년 미상 - 요메이 천황 2년 6월 7일 (587년 7월 17일))는 아스카 시대의 황족이다. 긴메이 천황의 황자이고, 쇼토쿠 태자의 숙부이다.

## 생애
긴메이 천황의 황자로 태어났다. 어머니는 소가노 이나메의 딸 오아네노키미이다. 이복형으로 비다츠 천황과 요메이 천황 등이 있다. 동복누나로는 아나호베노하시히토노히메미코 (요메이 천황의 비, 쇼토쿠 태자의 생모), 동복 동생으로는 스슌 천황이 있다.
아나호베노미코는 황위를 원했고, 비다츠 천황 14년 (585년) 8월, 형 비다츠 천황이 붕어해, 빈궁(殯宮)에서 장례를 치를 때, "왜 죽은 왕 (비다츠 천황)을 섬기고, 살아있는 왕 (자신)을 섬기지 못하는가"며 분개하였다. 그런데, 그 해 9월에 대신 소가노 우마코가 미는 오오에노미코 (요메이 천황)가 즉위하자, 이에 맞서 오오무라지 모노노베노 모리야와 동맹을 맺었다.
요메이 천황 원년 (586년) 5월, 카시키야히메 (비다츠 천황의 황후, 후의 스이코 천황)를 범하려려고, 빈궁으로 밀고 들어가려 했다. 이에 선제의 총신 미와노 사카우는 문을 닫고 거절하였고, 아나호베노미코는 일곱번이나 문 앞에서 불렀으나, 끝내 궁에 들어가지 못하였다. 아나호베노미코는 소가노 우마코와 모노노베노 모리야에게 미와노 사카우는 불손하다고 상담해, 우마코 등은 이것에 동의하였고, 모리야는 군사를 이끌고 (요메이 천황의 궁이 있는) 이코노베노치(池辺の地)에서 미와노 사카우를 포위하지만, 미와노 사카우는 카시키야히메의 후궁에 숨었다. 그러나, 밀고로 거처를 알게 되자, 아나호베노미코는 미와노 사카우와 그의 두 아이를 죽이도록 모리야에게 명령했고, 모리야는 군사를 이끌고 향했다. 그 후, 보고를 들으려고 모리야에게 가려고 했는데, 이를 알게된 우마코와 문 앞에서 만나, "왕자는 형벌을 받은 사람에게 접근하지 말라"는 간언을 듣지만, 아나호베노미코는 들은 척도 안했다. 우마코는 어쩔 수 없이 따라갔고, 이와레(磐余)에 이른 시점에서 재차 간언했지만, 아나호베노미코도 이번에는 말을 듣고, 호상에 앉아 모리야를 기다렸고, 돌아온 모리야로부터 미와노 사카우를 베었다는 보고를 받았다 (어느 책에서는 아나호베노미코 자신이 죽였다고도 한다). 또, 우마코는 "천하의 난은 가깝다"고 한탄하지만, 모리야는 "너와 같은 소신이 아는 바가 없다"고 말했다.
요메이 천황 2년 (587년) 4월 2일, 요메이 천황은 병에 걸려, 불법을 신봉하고 싶다고 원하는 권신에게 자문했다. 배불파인 모리야는 반대하였으나, 숭불파 우마코는 조를 받들어 도와야한다며, 아나호베노미코에게 승려인 토요쿠니를 데려오게 하였다. 모리야는 자신이 밀고 있던 아나호베노미코가 법사를 데려온 것에 크게 화가났다. 이후, 모리야는 군신으로부터 목숨이 노려지고 있다는 소식을 듣고, 별업인 아도 (카와치국)으로 물러났다.
그 해 4월 9일, 요메이 천황은 붕어했으나, 후사가 정해지지 않아, 왕위는 일시적으로 비게 되었다. 그래서 그해 5월, 모리야는 아나호베노미코를 천황으로 세우고자하여 밀사를 황자로 보내 유렵을 떠나겠다고 속이고 아와지로 오기를 바랬다. 이에 같은 해 6월 7일, 소가노 우마코는 카시키야히메를 받들어, 사에키노 니후테, 하지노 이와무라, 이쿠하노 마쿠이에게 신속히 아네호베노미코와 야카베노미코를 주살하도록 명령했다. 그날 밤이 절반 정도 지났을 무렵, 사에키노 니후테 일행은 아나호베노미코의 궁을 에워쌌다. 아나호베노미코는 누각을 올라오던 위사에게 어깨를 베이자, 누각에서 떨어져 이웃집으로 뛰어 들어갔으나, 등불을 내걸은 위사들에 의해 색출돼 살해됐다. 다음날인 8일에는 아나호베노미코와 사이가 좋았던 야카베노미코도 주살되었고, 같은 해 7월에는 우마코에 의해 모노노베노 모리야도 멸망하였다.

## 등장 작품

### TV드라마
- 거센 파도 일본사 소가노 우마코의 음모 (1966년, 마이니치 방송) - 나카야 노보루
- 쇼토쿠 태자 (2001년, NHK) - 에모토 아키라

## 같이 보기
- 정미의 난
- 아나호베